# A szív útjai
A szív útjai (törökül Dudaktan Kalbe, szó szerint: „Az ajkaktól a szívig”) egy török romantikus televíziós filmsorozat, melyet 2007 és 2009 között a Show TV vetített. 2011. augusztus 29. és 2012. március 8. között Magyarországon az RTL Klub vetítette kora délutáni műsorsávban. A széria egyik főszereplője az Ezel című sorozatból ismert Yiğit Özşener.

## Történet
Az ismert hegedűművész Kenan egyszerre vonzódik unokatestvére, Cemil feleségéhez és a szegény családból származó Lamiához. Lamia helyett azonban egy gazdag nőt vesz feleségül, de végül Lamia szül neki egy kislányt.

## Szereplők

### Főszereplők
| Színész(nő)        | Szerepnév         | Megjegyzés | Magyar hang       |
| ------------------ | ----------------- | --- | ----------------- |
| Aslı Tandoğan      | Lamia Sönmez      | Kenan rajongója, Nimet barátnője, Enise cselédje Sükru lévén                                                                    | Andrádi Zsanett   |
| Burak Hakkı        | Hüseyin Kenan Gün | Cemil unokatestvére, Sait unokaöccse, Lamia, Leyla, Cavidan és Nimet szerelme, Cevat barátja, Melek asszony fia, Afife testvére | Haagen Imre       |
| Fadik Sevin Atasoy | Leyla Paşazade    | Cemil felesége, szerelmes Kenanba, Sait pasa menye                                                                              |                   |
| Yiğit Özşener      | Cemil Paşazade    | Kenan unokatestvére, Sait pasa fia, Leyla férje                                                                                 | Dányi Krisztián   |
| Özge Özder         | Cavidan Meriçoğlu | Vefik lánya, Münir úr unokahúga, Kenan felesége                                                                                 | Pikali Gerda      |
| Gözde Kansu        | Nimet             | Enise barátnője, Lamia bizalmasa, Veysel felesége, szerelmes Kenanba                                                            | Farkasinszky Edit |
| Oktay Oy           | Veysel            | Nimet férje |                   |
| Ayten Soykök       | Enise             | Nimet barátnője, Sükrü felesége és lányának édesanyja                                                                           | Cifra Kriszta     |
| Levent Güner       | Şükrü             | Enise férje, Samia apja |                   |
| Ömer Akgüllü       | Cevat             | Kenan legjobb barátja és menedzsere                                                                                             | Szabó Máté        |
| Sevgi Onat         | Melek Gün         | Sait húga, Kenan és Afife édesanyja                                                                                             |                   |
| İsmail Düvenci     | Münir             | Cavidan nagybátyja, Vefik testvére                                                                                              |                   |
| Salahsun Hekimoğlu | Vefik Meriçoğlu   | Münir testvére, Cavidan édesapja, Kenan apósa                                                                                   | Cs. Németh Lajos  |
| Köksal Engür       | Sait Paşazade     | Melek testvére, Cemil édesapja, Kenan és Afife nagybátyja                                                                       | Várday Zoltán     |